# Portland (Newfoundland en Labrador)
Portland is een plaats in de Canadese provincie Newfoundland en Labrador. Het gehucht ligt in het uiterste zuidwesten van het schiereiland Bonavista, aan de oostkust van het eiland Newfoundland.

## Geografie
Portland ligt aan de oostelijke oever van de Goose Bay. Dat is een lange, smalle zijarm van de Chandler Reach, hetwelk een zeegat is dat leidt naar de open wateren van de Bonavista Bay. De plaats bestaat uit schaarse, niet aaneengesloten bebouwing langsheen het traject van Route 234 tussen de dorpjes Brooklyn en Jamestown.
De plaats maakt deel uit van het in 2010 opgerichte local service district Lethbridge and Area.

## Demografie
Tussen 1991 en 1996 steeg de bevolkingsomvang van Portland van 113 naar 114 inwoners.